# In Concert Houston/Lyon
In Concert Houston/Lyon – album koncertowy francuskiego twórcy muzyki elektronicznej Jeana-Michela Jarre’a. Album został wydany w 1987 roku.

## Lista utworów
1. „Oxygene 5” - 01:17
2. „Ethnicolor” - 09:31
3. „Magnetic Fields 1” - 04:10
4. „Souvenir of China” - 03:13
5. „Equinoxe 5” - 03:18
6. „Rendez-Vous 3” - 03:29
7. „Equinoxe 7” - 05:29
8. „Wooloomooloo” - 03:18
9. „Rendez-Vous 2” - 10:38
10. „Ron's Piece” - 04:16
11. „Rendez-Vous 4” - 03:54